# Alexander Livingstone (Politiker)
Alexander Mackenzie Livingstone (* 1880 in Applecross; † 14. September 1950) war ein schottischer liberaler Politiker.

## Leben
Livingstone wurde 1880 in Applecross in den schottischen Highlands geboren. Er ehelichte die von der Hebrideninsel Skye stammende Mary MacAskill. Seine Ehefrau verstarb 1946 und Livingstone heiratete ein zweites Mal, diesmal Mary Clark aus Stornoway.

## Politischer Werdegang
Bei den Unterhauswahlen 1918 bewarb sich Livingstone als Kandidat der Liberal Party um das Mandat des Wahlkreises Dover. Er verpasste den Einzug in das britische Unterhaus jedoch ebenso wie bei den folgenden Wahlen 1922 im Wahlkreis Inverness. Der nationalliberale William Cotts sicherte sich 1922 das Mandat des Wahlkreises Western Isles. Nach Auflösung des Parlaments 1923 bewarb sich Cotts um keine weitere Amtszeit. Livingstone kandidierte bei den fälligen Unterhauswahlen 1923 im Wahlkreis Western Isles. Neben einem Kandidaten der Labour Party gehörte der Unionist William Morrison, 1. Viscount Dunrossil zu seinen Konkurrenten. Livingstone erhielt mit 39,6 % der Stimmen die Stimmmehrheit und zog erstmals in das britische Unterhaus ein. Entgegen dem nationalen Trend, konnte Livingstone bei den Wahlen 1924 seinen Stimmenanteil ausbauen. In der folgenden Wahlperiode saß er als einer von 40 Liberalen (1923, 158 Sitze) im House of Commons. Infolge politischer Differenzen entfernte sich Livingstone von der Liberal Party. Bei den Unterhauswahlen 1929 trat er nicht mehr an und schied aus dem Unterhaus aus. 1930 trat er der Labour Party bei und gehörte bis zu seinem Tode dem Stadtrat von London an.